# Arčibald Kronin
Arčibald Džozef Kronin (engl. A. J. Cronin; Archibald Joseph Cronin; Kardros, 19. jul 1896 — Montre, 6. januar 1981) bio je škotski lekar i književnik. Kronin je pisac u čijim je delima, prožetim blagim romantizmom i društvenom kritikom, opisan život rudara i britanske srednje klase.

## Detinjstvo i mladost
Arčibald Kronin rođen je u Kardrosu u Škotskoj, od oca Patrika Kronina, koji je bio katolik, i majke Džesi Kronin (rođena Montgomeri), koja je po veroispovesti bila protestant. Kada mu je bilo sedam godina, otac mu je umro od tuberkuloze, a nedugo zatim su on i majka napustili Helensburg u kome su do tada živeli i otputovali u Dambarton, gde je njegova majka dobila posao zdravstvenog inspektora.
U školi u Dambartonu pokazao se kao odličan đak, ali je i pored toga bio dobar sportista (bavio se fudbalom i golfom). Godine 1914. dobio je stipendiju i upisao se na medicinu Univerziteta u Glazgovu, koji je na kratko napustio zbog službe u mornarici u periodu 1916—1917. Godine 1919. završio je medicinu kao jedan od najboljih studenata. Iste godine otputovao je u Indiju, a na brodu na kome je putovao, bio je hirurg. Godine 1925. je doktorirao sa radom Istorija aneurizme.

## Porodica
Arčibald Kronin je tokom studija medicine upoznao svoju buduću suprugu Agnes Meri Gipson, takođe sudenta medicine. Venčali su se 31. avgusta 1921. godine. Imali su tri sina — Vinsenta, Patrika i Endrua. Pošto su neke njegove priče dobile ekranizaciju, Arčibald se sa porodicom preselio u Sjedinjene Američke Države, gde je živeo od 1939. do 1945. godine. Arčibald Kronin se neprestano selio nakon dolaska iz Amerike, te je tako živeo na Bermutskim ostrvima, u Francuskoj, Irskoj...
Na kraju se skrasio u Švajcarskoj, gde je i umro 6. januara 1981. godine. Nakon studija medicine Kronin se izjašnjavao kao agnostik.

## Medicinska karijera
Tokom Prvog Svetskog Rata služio je kao hirurg-podnarednik u Volonterskoj Rezervi Kraljevske Mornarice pre nego sto je završio medicinsku školu. Nakon rata obučavao se u bolnicama koje su uključivale bolnicu Bellahouston i bolnicu Lightburn u Glasgovu i bolnicu Rotunda u Dublinu. 1924. godine imenovan je za medicinskog inspektora rudnika za Veliku Britaniju. Njegovo istraživanje medicinskih propisa u kamenolomima i njegovi izveštaji o korelaciji između udisanja ugljene prašine i plućnih bolesti objavljeni su u narednih nekoliko godina. Kronin se oslanjao na svoje medicinsko iskustvo i istraživanje o opasnostima na radnim mestima rudarske industrije za svoje kasnije romane - Citadelu, smeštenu u Velsu, i Zvezde koje gledaju nadole, smeštene u Northumberlandu. Nakon toga se preselio u London, gdje je otvorio sopstvenu medicinsku praksu u u Notting Hill.

### Dela
Njegovo prvo delo bio je roman Šeširdžijin zamak (engl. Hatter's Castle) koji je napisao 1931. godine. Zatim je usledio roman Zvezde gledaju s neba, koji prati uspon jednog čoveka od rudara do poslanika u parlamentu. Pored ovih romana napisao je još i: 
- Veliki kanarinac
- Šeširdžijin zamak
- Citadela
- Španski vrtlar
- Gospođa sa karanfilima
- Tri ljubavi
- Pregršt raži
- Herojske godine
- Judino drvo
- Pesma šest penija
- Druga strana
- Severno svetlo
- Ključevi kraljevstva

### Drame
- Jupiter se smeje

### Memoari
- Pustolovine u dva sveta

## Spoljašnje veze
- Text of Cronin's autobiography, Adventures in Two Worlds
- Partial list of Cronin's short stories at The FictionMags Index
- Article about Cronin and the NHS
- "A. J. Cronin Goes to Hollywood"
- A. J. Cronin на веб-сајту  (језик: енглески)
- National Portrait Gallery